# F'Dérik
F'Dérik (arabiska: افديرك) är en stad i regionen Tiris Zemmour i norra Mauretanien. Staden hade 3 296 invånare (2013). Den ligger i Sahara, helt nära Västsahara. 
Staden ligger på berget Kediat Idjils västsluttning. Nära staden finns en av världens största fyndigheter av järnmalm. Malmen bryts i en gruva med samma namn som staden, och transporteras sedan via järnväg till Nouadhibous-M'Haoudat i den mauretanska hamnstaden Nouadhibou. Staden anlades i slutet av 1950-talet runt det tidigare franska fortet Gouraud, för att exploatera områdets järnfyndigheter.